# Aufstand von Tatarbunary

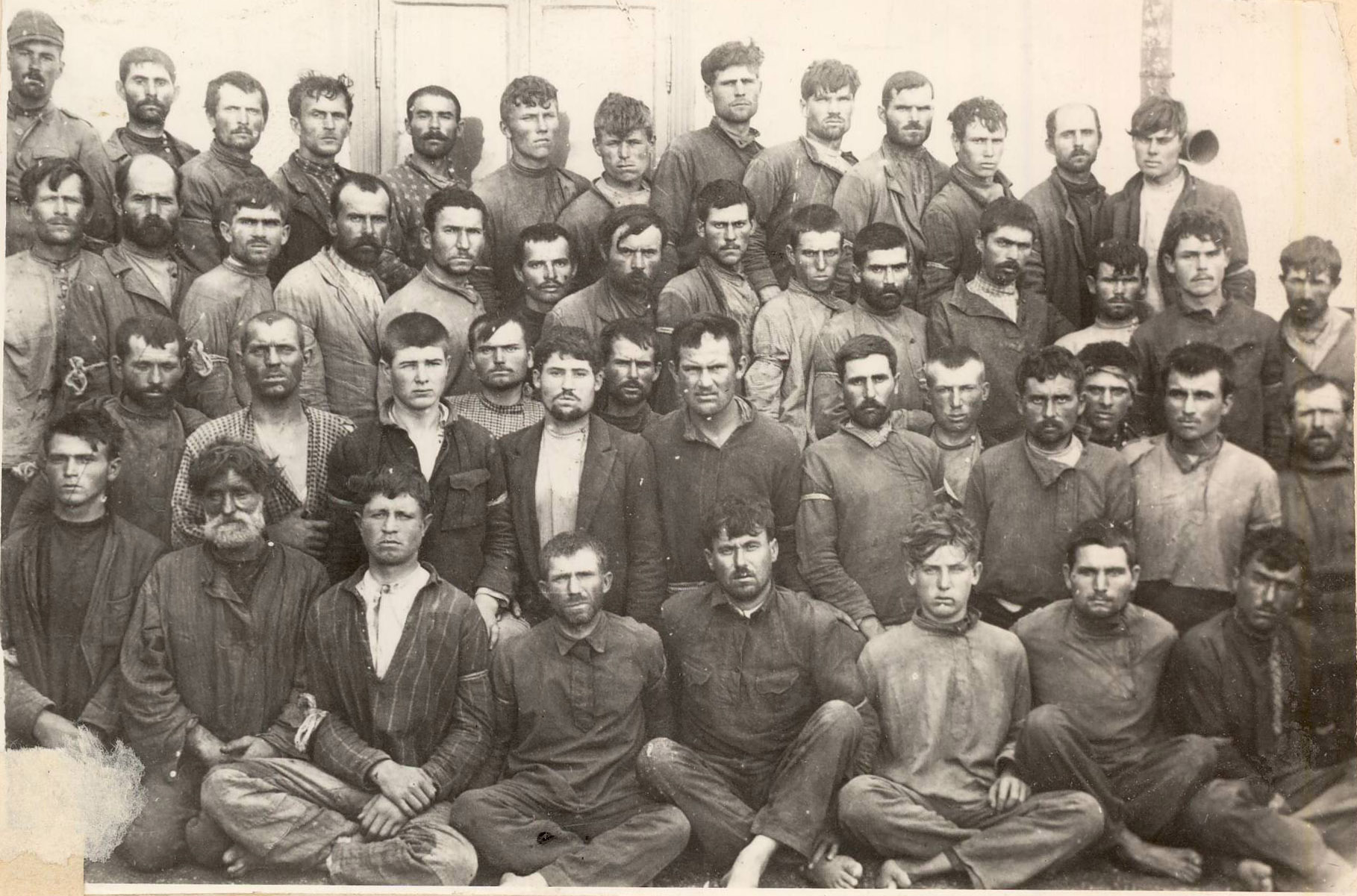
Festgenommene Teilnehmer des Aufstandes von Tatarbunary

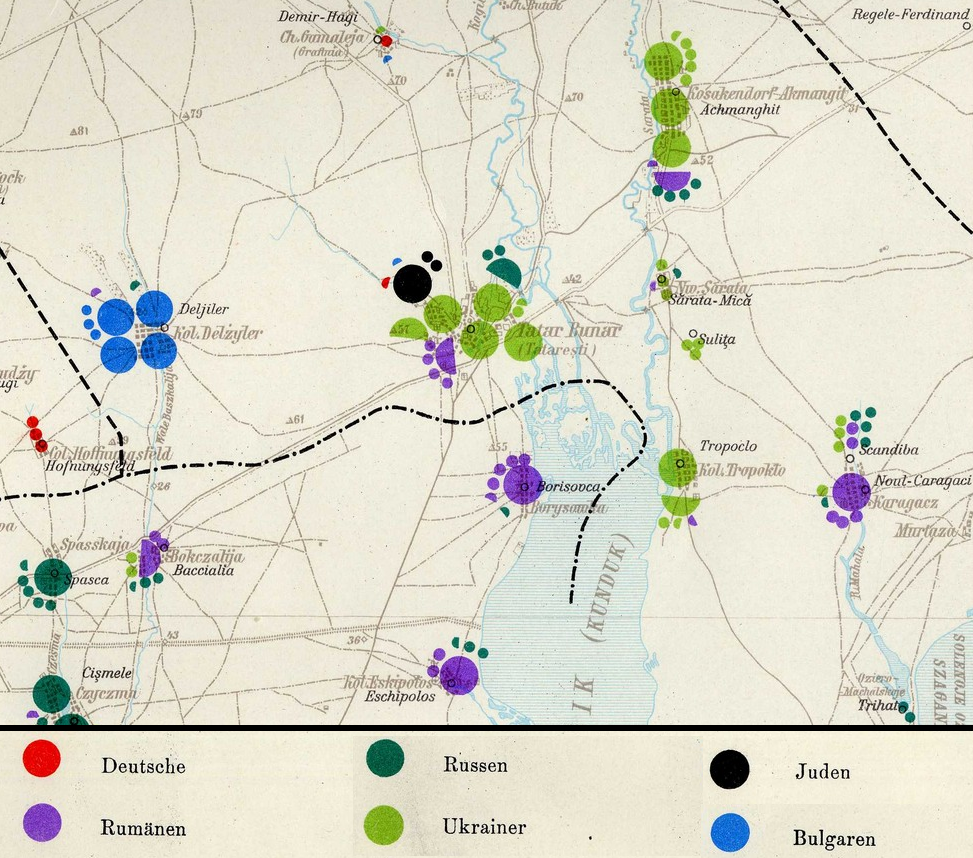
Lagekarte von Tatarbunary an der Mündung des Flusses Kohylnyk in den Sassyksee sowie Ethnien, 1930

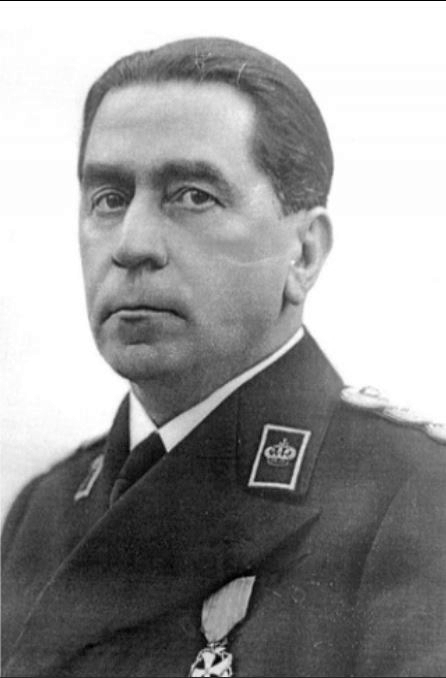
Innenstaatssekretär Gheorghe Tătărescu ließ die rumänische Armee den Aufstand niederschlagen

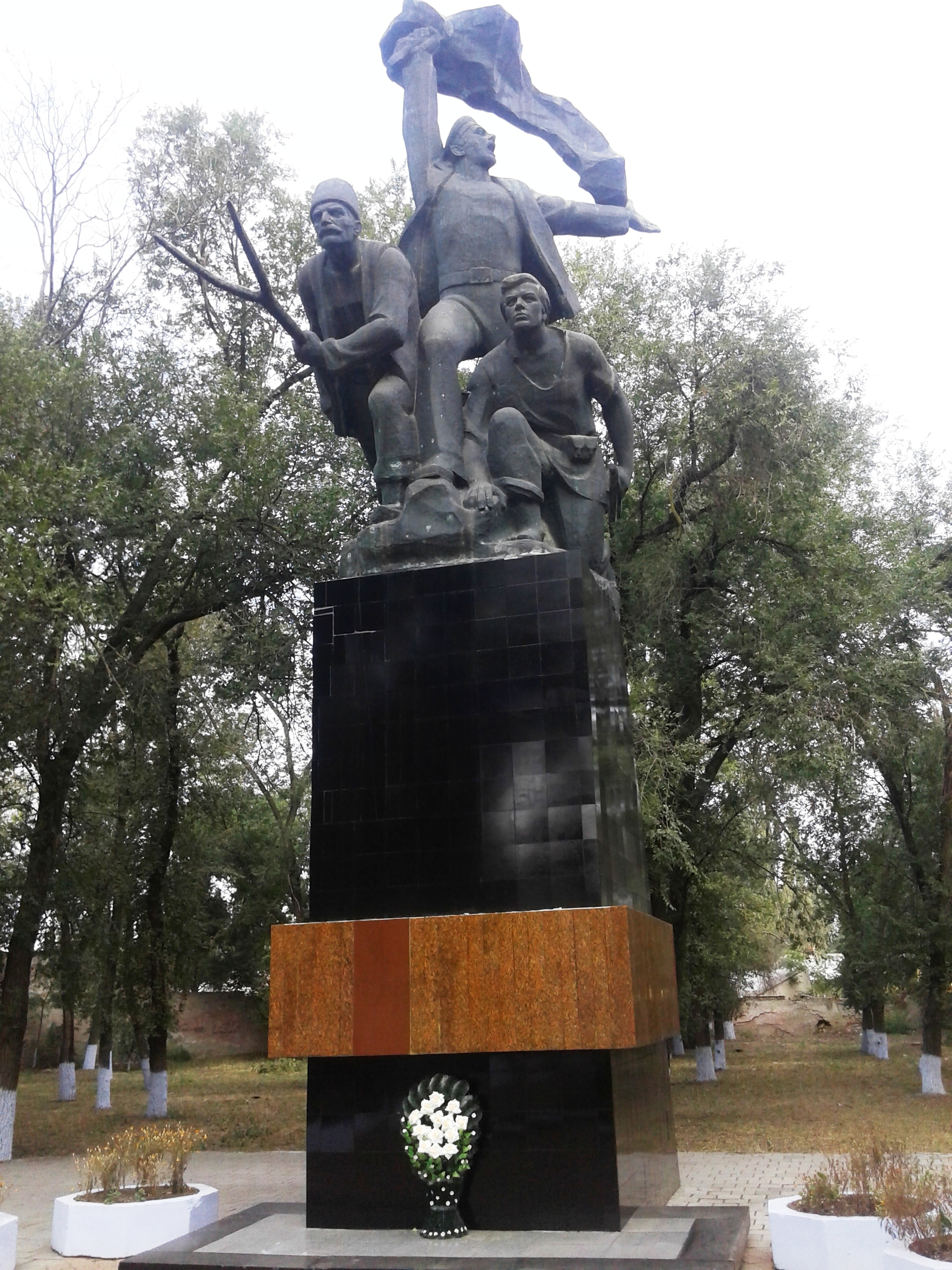
Ein 1974 errichtetes Denkmal in Tatarbunary erinnert an den Aufstand

Der Aufstand von Tatarbunary war ein von Bolschewisten initiierter Volksaufstand in Rumänien, der sich um den 15. bis 18. September 1924 ereignete. Er fand hauptsächlich in und um die Stadt Tatarbunary statt, die im Budschak als dem südlichen Teil von Bessarabien liegt. Heute gehört das Gebiet zum Rajon Bilhorod-Dnistrowskyj in der Ukraine. Der Aufstand ging von einem pro-sowjetischen Revolutionskomitee aus. Ihr Ziel war die Beendigung der „rumänischen Besatzung“ in Bessarabien und die Schaffung einer moldawischen Sowjetrepublik. Wenige Wochen später gründete die Sowjetunion die Moldauische Autonome Sozialistische Sowjetrepublik etwa 100 km entfernt am Ostufer des Dnister.

## Hintergrund
Nach dem Ersten Weltkrieg waren die Beziehungen zwischen Rumänien und der Sowjetunion aufgrund der „bessarabischen Frage“ angespannt. Vor dem Krieg gehörte Bessarabien zum russischen Zarenreich und spaltete sich in den Revolutionswirren von 1917 ab, um im Jahr 1918 Rumänien beizutreten. Die Sowjetunion erkannte den Anschluss nicht an und betrachtete die Abspaltung als rumänische Annexion. Zur Verbesserung der angespannten Beziehungen kam es im März und April 1924 in Wien zu Gesprächen zwischen einer sowjetischen und einer rumänischen Delegation. Als die Sowjets eine Volksabstimmung in Bessarabien zur Frage der Zugehörigkeit vorschlugen, brachen die Rumänen die Gespräche mit dem Hinweis ab, dass es derartiges Vorgehen noch nie in der Sowjetunion gegeben habe.
Im südlichen Bessarabien hatte sich 1922 ein sowjetisches Parteikomitee gegründet, dass aus den beiden Komintern-Agenten Andrei Kliushnikov (Nenin) und Nicolai Shishman (Afanasiev) sowie den drei Einheimischen Ivan Bejanovici (Kolţov oder Pugaciov), Ivan Dobrovolski (Gromov) und Iustin Batishcev (Almazov) bestand. Die Gruppe unterstand nicht der Rumänischen Kommunistischen Partei, sondern direkt der Sowjetunion. Sie organisierte Revolutionskomitees in den drei südlichen Landkreisen Bessarabiens Cahul, Ismajil und Cetatea Albă. Sie bestanden in 25, vor allem von Russen und Ukrainern bewohnten Dörfern sowie in Städten. Den einzelnen Komitees gehörten 20 bis 30 Personen und ein Kommandant an. Vor und während der rumänisch-sowjetischen Gespräche in Wien 1924 infiltrierten sowjetische Agenten Südbessarabien und machten Propaganda für eine Volksabstimmung. Auch wurden für einen kommenden Aufstand Waffen und Munition ins Land gebracht. Obwohl die Grenze Rumäniens zur Sowjetunion hermetisch abgeriegelt war, drangen ab 1921 in rund 100 Fällen bewaffnete Gruppen aus der Sowjetunion über das Schwarze Meer in Bessarabien ein und begingen Überfälle.

## Aufstand
Am 11. September 1924 drang erneut eine aus der Sowjetunion stammende bewaffnete Gruppe in Bessarabien ein. Dabei kamen etwa 200 bis 300 Personen mit Booten über den Sassyksee. Im kleinen Dorf Nikolajewka erschoss die Gruppe den Bürgermeister, seine Ehefrau sowie den Dorfschreiber und setzte das Bürgermeisteramt in Brand. An die örtliche Bevölkerung, die russischen Ursprungs war, erging der Aufruf zum Freiheitskampf gegen die rumänische Herrschaft. Anschließend griffen die Aufständischen, inzwischen durch die ansässige russische und ukrainische Bevölkerung auf 4000 bis 6000 Mann angewachsen, weitere Siedlungen in Südbessarabien an. Darunter war der 9000 Einwohner zählende Marktort Tatarbunary, der zum Zentrum des Aufstands wurde. Am 15. September 1924 besetzten Aufständische die Amtsgebäude von Tatarbunary und riefen eine Freie Sowjetische Republik Bessarabien aus. In einem anderen Dorf konnte der Kommandant der Gendarmerie nach Sarata entkommen, wo er unter bulgarischen und bessarabiendeutschen Siedlern Freiwillige mobilisierte, um sich den Aufständischen entgegenzustellen. Am 16. September 1924 kam es zwischen beiden Parteien zu einem mehrstündigen Feuergefecht in Tatarbunary. Der stellvertretende Innenminister Gheorghe Tătărescu ließ Tatarbunary zunächst bombardieren. Rumänische Armeeeinheiten eroberten dann den Ort am 18. September 1924 zurück. Innerhalb von drei Tagen schlug die rumänische Armee den Aufstand nieder. Bei den Kämpfen sowie den anschließenden Straf- und Säuberungsaktionen der Armee sollen 3000 Menschen gestorben und 1600 Menschen festgenommen worden sein.

## Prozess und Bewertung
Knapp 500 der 1600 festgenommenen Aufständischen mussten sich ab 1924 vor einem Militärgericht verantworten. Ende 1925 verurteilte das Gericht 85 Personen. Die schwersten Urteile waren lebenslange Zwangsarbeit für einen und 15 Jahre Zwangsarbeit für zwei Angeklagte. Weitere 23 Personen erhielten Freiheitsstrafen von fünf bis 10 Jahren; die übrigen Haftstrafen zwischen ein und drei Jahren.
Die rumänischen Behörden betrachteten den Aufstand als Terrorakt der Sowjetunion, um Rumänien zu destabilisieren und einen Überfall der Roten Armee vorzubereiten. In der Folge des Aufstands verboten sie 1924 die Rumänische Kommunistische Partei. Auch heute sieht der niederländische Historiker und Osteuropa-Experte Wim van Meurs den Aufstand als durch kommunistische Agitatoren aus dem Dnister-Gebiet angezettelt. Die Aktion sei zeitlich gut terminiert gewesen zwischen den gescheiterten sowjetisch-rumänischen Gesprächen im März/April 1924 in Wien sowie dem Ausrufen der Moldauischen Autonomen Sozialistischen Sowjetrepublik im Oktober 1924. Obwohl die Aufständischen politische Parolen, wie „Es lebe die Sowjetmacht“, „Es lebe Sowjet-Bessarabien“ und „Wir fordern die Vereinigung mit Sowjet-Ukraine“ verwendeten, sind ukrainische und russische Autoren heute der Ansicht, dass die Ursachen des Aufstands auch sozialer und ökonomischer Art waren. Die bessarabischen Akteure des Aufstands waren fast ausschließlich ukrainischer und russischer Herkunft und wirtschaftlich weit schlechter gestellt als die dortigen rumänischen, bessarabiendeutschen und bulgarischen Bevölkerungsgruppen. Verstärkend dürften sich eine in dieser Zeit in Rumänien herrschende Wirtschaftskrise sowie eine Dürre mit Hungersnot ausgewirkt haben.